# Johann Carl Friedrich von Block
Johann Carl Friedrich von Block (* 23. Januar 1735; † 26. Oktober 1797) war ein preußischer Oberst und Chef des Zweiten Artillerie-Regiments Breslau. 

## Leben

### Herkunft und Familie
Johann Carl Friedrich hat am 25. Juni 1787 die preußische Adelsbestätigung erhalten. Er war mit Charlotte Magdalene Amalie von Forestier (1756–1808) vermählt und hatte wenigstens einen Sohn, den preußischen Generalleutnant und Kommandierender General des II. Armee-Korps ad Interim, Karl Heinrich Stephan von Block (1781–1839), der in seiner 1803 geschlossenen Ehe mit Karoline Wilhelmine Henriette von Ahlimb (1781–1823) den Stamm fortsetzte.

### Werdegang
Block trat im Jahr 1753 in die preußische Artillerie ein. Bereits während des Siebenjährigen Krieges, an dem er aktiv teilnahm, avancierte er 1758 zum Sekonde- und 1761 zum Premierleutnant. Er setzte eine Laufbahn fort und stieg 1764 zum Stabskapitän sowie 1772 zum Premierkapitän auf. Ebenfalls im Jahr 1772 wechselte als Kompaniechef der 10. Kompanie in gleicher Funktion zur 36. Kompanie. 1785 wurde er erst Kompaniechef der 17. wenig später jedoch der 7. Kompanie und erhielt 1786 seine Beförderung zum Major. Zuletzt war er Kompaniechef der 6. Kompanie.
Er nahm am Ersten Koalitionskrieg teil und wurde 1792 als Oberstleutnant im Feldartilleriekorps des 1. Regiments für seinen Einsatz bei der Belagerung von Verdun mit dem Orden Pour le Mérite ausgezeichnet. 1793 stieg er schließlich zum Oberst auf und war auch Kommandeur des 3. Regiments. Block wechselte 1795 in gleicher Funktion zum 2. Regiment, dessen Regimentschef er schließlich noch im selben Jahr wurde.